# Ingérence écologique
Pour les articles homonymes, voir Ingérence.
L’ingérence écologique est un concept très discuté lors des années 1990,. Elle peut être vue comme un prolongement d'autres ingérences (économique, politique, humanitaire) appliquée à l’environnement : une critique des organisations non gouvernementales environnementalistes (qualifiées par S. Brunel d'"oligopole") est souvent manifeste  . 
Ce terme est utilisé pour désigner une intervention, en réponse à une problématique environnementale, par des acteurs nationaux ou internationaux, privés ou publics, sur un territoire qui relève de la souveraineté d’un État tiers. Elle peut être justifiée ou non sur le plan du droit international. Ce concept est souvent mobilisé dans une perspective critique et avec une forte connotation négative.[réf. nécessaire]
Selon ses défenseurs, une intervention est justifiée lorsqu’un État est considéré comme défaillant dans la résolution d’une crise écologique et environnementale. En revanche, ses détracteurs soulignent qu’elle est souvent menée selon des principes et des argumentaires discutables. À titre d’exemple, les critiques peuvent porter sur des cas de conflits d’intérêt de nature économique ou géopolitique, des maintiens ou des constructions de rapports de forces « néocoloniaux » ou l’application d’idéologies vues comme dominantes sur l’environnement,. Ces positions se développent dans un contexte où les modalités de gestion de l'environnement par les communautés autochtones sont de plus en plus reconnues,.